# Tischtennisweltmeisterschaft 1977
Die 34. Tischtennisweltmeisterschaft fand vom 26. März bis zum 5. April 1977 in Birmingham (England) im Messezentrum National Exhibition Centre statt. Es nahmen mehr als 500 Aktive aus 65 Nationen teil.

## Übersicht
Obwohl die Zuschauer in der Halle das englische Team um den aus Jamaika stammenden Desmond Douglas (er spielte lange Jahre für Borussia Düsseldorf in der deutschen Bundesliga) frenetisch anfeuerten, langte es weder im Mannschaftswettbewerb noch im Einzel oder Doppel zu einem der vorderen Plätze. Sechs 6 von 7 Titeln gingen nach Asien. Nur der Franzose Jacques Secrétin holte mit seiner Doppelpartnerin Claude Bergeret einen Titel für Europa. Den fünften Platz der deutschen Herrenmannschaft bezeichneten Fachkreise als sensationell, auch weil das Team wenige Wochen vor der WM aus der höchsten Klasse der Europaliga abgestiegen war.

## Spielmodus

### Mannschaftswettbewerb Herren
Zunächst wurden die Mannschaften in Vorrundengruppen eingeteilt. Die gemäß der vorherigen WM stärksten Mannschaften spielten in Gruppe A und B der Kategorie I mit je 8 Nationen. Die schwächeren Mannschaften trafen sich in Gruppe A und B der Kategorie II mit 9 bzw. 10 Nationen. Die restlichen (schwächsten) Teams verblieben in 4 Gruppen der Kategorie III mit je 6 bis 7 Nationen. Nach dem Modus „jeder gegen jeden“ wurde eine Rangfolge ausgespielt.
Es folgte die Zwischenrunde. In Kategorie I spielten die ersten beiden Mannschaften um die Plätze 1 bis 4 (und somit um den Weltmeistertitel), die Dritt- und Viertplatzierten kämpften um die Plätze 5 bis 8, bei den Fünften und Sechsten ging es um die Plätze 9 bis 12, die beiden Tabellenletzten spielten um die Plätze 13 bis 16.
Diese Zwischenrunde sah für Kategorie 1 folgende acht Paarungen vor:
- (1) Platz 1 Gruppe A gegen Platz 2 Gruppe B
- (2) Platz 2 Gruppe A gegen Platz 1 Gruppe B
- (3) Platz 3 Gruppe A gegen Platz 4 Gruppe B
- (4) Platz 4 Gruppe A gegen Platz 3 Gruppe B
- (5) Platz 5 Gruppe A gegen Platz 6 Gruppe B
- (6) Platz 6 Gruppe A gegen Platz 5 Gruppe B
- (7) Platz 7 Gruppe A gegen Platz 8 Gruppe B
- (8) Platz 8 Gruppe A gegen Platz 7 Gruppe B

Es folgte die Endrunde bzw. die sogenannten Platzierungsspiele:
- Die Sieger aus (1) und (2) spielten um den Weltmeistertitel
- Die Verlierer aus (1) und (2) spielten um Platz 3 und 4
- Die Sieger aus (3) und (4) spielten um Platz 5 und 6
- Die Verlierer aus (3) und (4) spielten um Platz 7 und 8
- Die Sieger aus (5) und (6) spielten um Platz 9 und 10
- Die Verlierer aus (5) und (6) spielten um Platz 11 und 12
- Die Sieger aus (7) und (8) spielten um Platz 13 und 14
- Die Verlierer aus (7) und (8) spielten um Platz 15 und 16

Nach dem gleichen System ging es bei den Kategorien II und III und die Ränge ab 17.

### Mannschaftswettbewerb Damen
Die Damenmannschaften spielten nach dem gleichen System wie die Herren. In Kategorie I gab es die Gruppen A und B mit je 9 Nationen. Kategorie II bestand aus zwei Achtergruppen und in Kategorie III wurden vier Gruppen mit je 5 Nationen gebildet.
Ebenso wie bei den Herren folgte eine Zwischenrunde und danach die Platzierungsspiele.

### Endstand der Gruppenspiele in Kategorie I
|       | Herren      | Herren      |
| Platz | Gruppe A    | Gruppe B    |
| ----- | ----------- | ----------- |
| 1.    | China       | Japan       |
| 2.    | Ungarn      | Schweden    |
| 3.    | Deutschland | Jugoslawien |
| 4.    | ČSSR        | UdSSR       |
| 5.    | Frankreich  | Polen       |
| 6.    | England     | Südkorea    |
| 7.    | Indonesien  | Dänemark    |
| 8.    | Australien  | Rumänien    |

|       | Damen     | Damen       |
| Platz | Gruppe A  | Gruppe B    |
| ----- | --------- | ----------- |
| 1.    | China     | Südkorea    |
| 2.    | Nordkorea | Japan       |
| 3.    | Ungarn    | UdSSR       |
| 4.    | England   | Hongkong    |
| 5.    | ČSSR      | Frankreich  |
| 6.    | Schweden  | Deutschland |
| 7.    | Rumänien  | Jugoslawien |
| 8.    | Bulgarien | Polen       |
| 9.    | Belgien   | Indonesien  |

## Abschneiden der Deutschen
Die deutschen Teilnehmer wurden betreut von den Bundestrainern Christer Johansson und Istvan Korpa. Kapitän der Herren war Peter von Pierer, Kapitän der Damen Hannelore Schlaf. Josip Trupkovic war der medizinische Betreuer.

### Mannschaftswettbewerb Herren
Die deutsche Mannschaft startete in Gruppe A der Kategorie I. Sie siegte gegen Frankreich (5:1), Australien (5:0), ČSSR (5:3), Indonesien (5:0) und England (5:1). Niederlagen gab es gegen Ungarn (1:5) und China (1:5). Dies reichte zu Platz 3. Jochen Leiß gelang ein Sieg gegen den Sechsten der Weltrangliste Li Zhenshi aus China.
Somit spielten die Deutschen in der Zwischenrunde um die Plätze 5 bis 8. Hier siegte die Mannschaft überraschend gegen die UdSSR mit 5:4. In der Endrunde traf sie nochmals auf die ČSSR. Der 5:3-Sieg bedeutete Platz 5 bei der WM.
Die Bilanzen der Spieler bei den Mannschaftskämpfen:
| Spieler          | Bilanz |
| ---------------- | ------ |
| Wilfried Lieck   | 15:4   |
| Jochen Leiß      | 14:6   |
| Peter Stellwag   | 8:7    |
| Peter Engel      | 8:4    |
| Heinrich Lammers | 1:2    |

### Mannschaftswettbewerb Damen
Die deutschen Damen starteten in Gruppe B der Kategorie I. Sie erreichten Platz 6 nach Siegen gegen Jugoslawien (3:2), Indonesien (3:0) und Polen (3:1) sowie Niederlagen gegen Frankreich (2:3), UdSSR (1:3), Japan (0:3), Südkorea (0:3) und Hongkong (1:3).
Somit ging es in der Zwischenrunde um die Plätze 9 bis 12. Nach der 1:3-Niederlage gegen die ČSSR spielte das deutsche Team in der Endrunde um Platz 11 oder 12. Der 3:0-Erfolg gegen Frankreich bedeutete Platz 11.
Die Bilanzen der Spielerinnen bei den Mannschaftskämpfen:
| Spieler                    | Bilanz |
| -------------------------- | ------ |
| Kirsten Krüger             | 3:4    |
| Ursula Hirschmüller        | 8:6    |
| Wiebke Hendriksen          | 0:7    |
| Doppel Hirschmüller/Krüger | 6:4    |

### Einzelwettbewerb
Die schwächeren Spieler mussten sich in Qualifikationsrunden nach dem Modus „jeder gegen jeden“ für die Hauptrunde qualifizieren. Die stärkeren Spieler wurden direkt in die Hauptrunde eingeteilt, wo nach dem K.-o.-System jeder Verlierer sofort ausschied.
Die Hauptrunde war bei den Herren ein 128er Feld, bei den Damen ein 64er Feld.

### Herreneinzel
Heinrich Lammers musste zunächst in der Qualifikationsrunde antreten, wo er nach Siegen gegen Rafy Monjogolian (Libanon), Goh Su Bae (Südkorea) und Palle Rud (Dänemark) in die Hauptrunde gelangte. Hier gewann er gegen den Schotten Richard Yule, schied dann aber in der 64er Runde gegen den Ungarn Gábor Gergely aus.
Genauso weit kam Peter Engel durch einen Sieg über David Sanchez (Spanien) und eine Niederlage gegen Milivoj Karakašević (Jugoslawien).
Auch Peter Stellwag erreichte die letzten 64. Er gewann gegen Cheng Ke Yick (Hongkong) und verlor dann gegen den Chinesen Liang Ko Liang.
Unter die letzten 32 gelangte Jochen Leiß. Nach Siegen über Stephen Knapp (Australien) und Yong Lu Veng (Hongkong) scheiterte er an Guo Yuehua (China).
Am erfolgreichsten war Wilfried Lieck. Er warf Miroslav Schenk (ČSSR), Stefano Bosi (Italien) und Zoran Kosanović (Jugoslawien) aus dem Wettbewerb. Im Achtelfinale verlor er im 5. Satz gegen den Weltmeister von 1971, Stellan Bengtsson (Schweden).

### Dameneinzel
Monika Stork scheiterte in der Qualifikationsrunde. Der Sieg gegen Monika Grefberg (Finnland) reichte nicht, da sie gegen Annie Larsen (Dänemark) verlor.
Kirsten Krüger hatte sich in der Qualifikationsrunde durchgesetzt, schied aber in der Hauptrunde durch die Niederlage gegen Elmira Antonyan (UdSSR) sofort aus.
Auch Wiebke Hendriksen kam nicht weiter: Gegen Ri Song-suk (Nordkorea) war Endstation.
Erfolgreicher war dagegen Ursula Hirschmüller. Sie gewann gegen Judit Magos (Ungarn), Pak Yong-ok (Nordkorea) und Ilona Uhlíková (ČSSR). Damit war sie – als einzige Europäerin – im Viertelfinale, wo sie der Chinesin Zhang Deying unterlag.

### Herrendoppel
Die Hauptrunde bestand aus einem 64er Feld. Einige Doppel mussten sich zunächst in der Qualifikationsrunde bewähren.
Lammers spielte mit dem Schweden Per Sandström Doppel. Mit klaren Siegen über Paul Raphel (USA) / Yosef Shifman (Israel) (kampflos), Robert Blair / Graham Lassen (Neuseeland) und Aristides Filho / Ricardo Inokuchi (Brasilien) qualifizierten sie sich für die Hauptrunde. Hier besiegten sie Chen Scheng Shien / Vong Lu Veng (Hongkong), schieden aber in der Runde der letzten 32 gegen die Chinesen Guo Yuehua / Liao Fumin aus.
Für Engel / Leiß war in der Hauptrunde sofort Schluss, da sie gegen Wang Jun / Wang Hui Yuan (China) verloren.
Lieck / Stellwag überstanden die erste Runde gegen Giovanni Bisi / Massimo Costantini (Italien), unterlagen danach jedoch Gábor Gergely (Ungarn) / Milan Orlowski (ČSSR).

### Damendoppel
Die Hauptrunde bestand aus einem 128er Feld. Daneben gab es eine Qualifikationsrunde.
Stork spielte mit der Österreicherin Ingrid Wirnsberger. Durch Siege über Lucia Sandoval / Rosa Penailillo (Chile) und Omaima Gharbi / Hoda Laimona (Ägypten) kamen sie in die Hauptrunde. Hier setzten sie sich gegen Indu Puri / Shailaja Salokhe (Indien) durch, scheiterten dann aber an Hendriksen (Deutschland) / Beatrix Kisházi (Ungarn).
Hirschmüller / Krüger kamen gegen Patrice Fleming / Grace McKay (Schottland) unter die letzten 32. Hier war gegen die Russinnen Elmira Antonyan / Soja Rudnowa Endstation.
Am erfolgreichsten war das Doppel Hendriksen / Beatrix Kisházi (Ungarn). Siege über Celia Akamatsu / Suely Yamada (Brasilien), Stork / Ingrid Wirnsberger und Claude Bergeret / Brigitte Thiriet (Frankreich) brachten sie ins Achtelfinale. Hier verloren sie gegen Pak Yong-ok (Nordkorea) / Yang Ying (China).

### Mixed
Der Mixedwettbewerb wurde in einer Qualifikationsrunde und einer Hauptrunde mit einem 64er Feld ausgetragen, beide Gruppen jeweils im K.-o.-System. Dieser Wettbewerb war allerdings nicht allzu geschätzt; so nahmen etwa István Jónyer, Kjell Johansson und Stellan Bengtsson nicht teil, bei anderen – auch deutschen – Doppeln wurde eine gewisse Ernsthaftigkeit vermisst.
Lammers/Stork scheiterten schon in der Qualifikationsrunde an den Niederländern Nico Van Slobbe / Marianne Van der Vliet.
Auch Engel / Hirschmüller kamen nicht in die Hauptrunde. In der Qualifikationsrunde schieden sie nach dem Sieg gegen James Wuisan / Diana Wuisan (Indonesien) durch die Niederlage gegen James Morris / Jan Morris (Neuseeland) aus.
In der Hauptrunde überstanden die amtierenden Europameister Lieck / Hendriksen die erste Runde nicht, da Orlowski / Uhlíková (ČSSR) stärker waren.
Dagegen kamen Leiß / Krüger gegen Nige Eckersley / Karen Witt (England) eine Runde weiter. Im 32er Feld schieden sie gegen die späteren Weltmeister Jacques Secrétin / Claude Bergeret (Frankreich) aus.

## Schiedsrichter
Aus Deutschland nahm ein Team aus drei Schiedsrichtern teil: Manfred Ehler, Werner Hustedt und Egon Geese. Sie leiteten das Herrenfinale im Doppel.

## Politik
- Kenia boykottierte die WM gemäß einem Beschluss der Organisation für Afrikanische Einheit OAU, weil an der WM Länder teilnahmen, die mit Südafrika sportliche Kontakte unterhielten.[1]
- Der Chinese Wang Jun weigerte sich, gegen den Israeli Shlomo Mendelson im Herreneinzelwettbewerb anzutreten. Er wurde deshalb disqualifiziert. China boykottierte Israel, mit dem es damals keine diplomatischen Beziehungen unterhielt.[2][3]
- Viele Beobachter – etwa Eberhard Schöler – äußerten den Verdacht, dass einige Spiele von den Chinesen absichtlich verloren wurden, vorwiegend gegen Nordkoreaner. Beispielsweise sei der Titel im Damendoppel an Pak Yong-ok (Nordkorea) / Yang Ying (China) verschenkt worden. Auch dem amerikanischen Herrendoppel Rick und Danny Seemiller sei der Sieg im Achtelfinale von den Chinesen Guo Yuehua / Liao Fumin geschenkt worden. Ebenso wurde angezweifelt, ob der Japaner Mitsuru Kōno aus eigener Kraft Einzelweltmeister wurde. Beweise und plausible Erklärungen für dieses Verhalten legte allerdings niemand vor.
- Der Titelgewinn im Dameneinzel für die Nordkoreanerin Pak Yung-sun kam nicht auf reellem Wege zustande. Die Chinesin Zhang Li erhielt aus politischen Gründen die Anweisung, das Endspiel absichtlich zu verlieren.[4]
- Auf dem parallel zu den Spielen stattfindenden ITTF-Kongress beantragten die Sowjetunion und Ungarn, bei Siegerehrungen Hymnen und Fahnen zuzulassen. Dieser Antrag fand keine Mehrheit.[5]

## Wissenswertes
- Erstmals bei einer Tischtennis-Weltmeisterschaft wurden Dopingkontrollen durchgeführt. Hierfür wurden täglich einige Spieler ausgelost.
- Der deutsche Arzt Josip Trupkovic betreute auch die jugoslawische Mannschaft, weil deren Arzt kurz vor Beginn der WM einen Herzinfarkt erlitt.
- Es wurde auch ein Turnier für Journalisten durchgeführt, das Jaroslav Staněk (ČSSR) gewann.
- Guo Yuehua behauptet, er habe aufgrund einer chinesischen Stallregie das Endspiel im Einzel absichtlich gegen den Japaner Mitsuru Kōno verloren, weil die Teamleistung der Chinesen im Vordergrund stehen sollte[6].
- Wilfried Lieck erhält vom SCI den Richard Bergmann Fair Play Preis. Lieck hatte im Spiel gegen Stellan Bengtsson im fünften Satz beim Stande von 18:20 einen Kantenball gegen sich reklamiert, den der Schiedsrichter übersehen hatte. Dadurch ging dieser Satz mit 18:21 verloren.[7]
- Der Japaner Mitsuru Kōno erhält vom SCI den Victor Barna Preis.
- Am 12. Januar 1977 wird ein Postwertzeichen von Großbritannien herausgegeben (Michel-Katalog Nr. 728). In Birmingham werden zwei Sonderstempel von der Post verwendet. Von Nordkorea wurden vier Postwertzeichen (Michel-Katalog Nr. 1615–1618) am 5. April 1977 zur Ausgabe gebracht. Dazu gibt es ein Sonderstempel. Die französische Post gibt ein Sonderpostwertzeichen (Michel-Katalog Nr. 2060) am 17. Dezember 1977 anlässlich des WM-Titels im Mixed 1977 von Jacques Secrétin und Claude Bergeret heraus. Dazu gibt es einen Ersttagssonderstempel.

## Ergebnisse
Monika Stork kam nur in den Individualwettbewerben zum Einsatz.
| Wettbewerb        | Rang | Sieger                                                                                        |
| ----------------- | ---- | --------------------------------------------------------------------------------------------- |
| Mannschaft Herren | 1.   | China (Huang Liang, Li Zhenshi, Guo Yuehua, Liang Geliang, Wang Jun)                          |
| Mannschaft Herren | 2.   | Japan (Masahiro Maehara, Tokio Tasaka, Tetsuo Inoue, Mitsuru Kōno, Norio Takashima)           |
| Mannschaft Herren | 3.   | Schweden (Ulf Thorsell, Stellan Bengtsson 2, Roger Lagerfeldt, Kjell Johansson, Åke Grönlund) |
| Mannschaft Herren | 5.   | Deutschland (Peter Engel, Heiner Lammers, Jochen Leiß, Wilfried Lieck, Peter Stellwag)        |
| Mannschaft Herren | 24.  | Österreich (Erich Amplatz, Harald Koller, Günter Müller, Franz Proglhof, Heinz Schlüter)      |
| Mannschaft Herren | 30.  | Schweiz (Jurek Barcikowski, Thomas Busin, Laszlo Földy, Markus Frutschi)                      |
| Mannschaft Damen  | 1.   | China (Zhang Li, Zhang Deying, Zhu Xiangyun, Ge Xinai)                                        |
| Mannschaft Damen  | 2.   | Südkorea (Ri Song-suk, Chung Hyun-sook, Lee Ailesa, Lee Ki-won)                               |
| Mannschaft Damen  | 3.   | Nordkorea (Song Suk Li, Pak Yung-sun, Pak Yong-ok, Kim Chang-ae)                              |
| Mannschaft Damen  | 11.  | Deutschland (Wiebke Hendriksen, Ursula Hirschmüller, Kirsten Krüger)                          |
| Mannschaft Damen  | 24.  | Österreich (Dolores Fetter, Brigitte Gropper, Ingrid Wirnsberger)                             |
| Mannschaft Damen  | 28.  | Schweiz (Steffi Danioths, Theresia Földy, Vreni Lehmann, Renate Wyder)                        |
| Herren Einzel     | 1.   | Mitsuru Kōno – JPN                                                                            |
| Herren Einzel     | 2.   | Guo Yuehua – CHN                                                                              |
| Herren Einzel     | 3.   | Liang Geliang – CHN                                                                           |
| Herren Einzel     | 3.   | Huang Liang – CHN                                                                             |
| Damen Einzel      | 1.   | Pak Yung-sun – PRK                                                                            |
| Damen Einzel      | 2.   | Zhang Li – CHN                                                                                |
| Damen Einzel      | 3.   | Zhang Deying – CHN                                                                            |
| Damen Einzel      | 3.   | Ge Xinai – CHN                                                                                |
| Herren Doppel     | 1.   | Li Zhenshi / Liang Geliang – CHN                                                              |
| Herren Doppel     | 2.   | Huang Liang / Lu Yuansheng – CHN                                                              |
| Herren Doppel     | 3.   | Stellan Bengtsson 2/Kjell Johansson – SWE                                                     |
| Herren Doppel     | 3.   | Anton Stipancic/Dragutin Šurbek – YUG                                                         |
| Damen Doppel      | 1.   | Pak Yong-ok – PRK/Yang Ying – CHN                                                             |
| Damen Doppel      | 2.   | Zhu Xiangyun/Wei Lijie – CHN                                                                  |
| Damen Doppel      | 3.   | Kim Soon-ok/Lee Ki-won – KOR                                                                  |
| Damen Doppel      | 3.   | Zhang Li/Ge Xinai – CHN                                                                       |
| Mixed             | 1.   | Jacques Secrétin/Claude Bergeret – FRA                                                        |
| Mixed             | 2.   | Tokio Tasaka/Sachiko Yokota – JPN                                                             |
| Mixed             | 3.   | Li Zhenshi/Yan Guili – CHN                                                                    |
| Mixed             | 3.   | Lee Sang-kuk/Lee Ki-won – KOR                                                                 |

## Medaillenspiegel
| Rang  | Land                | Gold | Silber | Bronze | Gesamt |
| ----- | ------------------- | ---- | ------ | ------ | ------ |
| 1     | Volksrepublik China | 4    | 4      | 6      | 14     |
| 2     | Japan               | 1    | 2      | 0      | 3      |
| 3     | Frankreich          | 1    | 0      | 0      | 1      |
| 3     | Nordkorea           | 1    | 0      | 1      | 2      |
| 5     | Südkorea            | 0    | 1      | 2      | 3      |
| 6     | Schweden            | 0    | 0      | 2      | 2      |
| 7     | Jugoslawien         | 0    | 0      | 1      | 1      |
| Total | Total               | 7    | 7      | 12     | 26     |